# Вавжишев (Мазовецьке воєводство)
Вавжишев (пол. Wawrzyszew) — село в Польщі, у гміні Блоне Варшавського-Західного повіту Мазовецького воєводства.
Населення — 89 осіб (2011).
У 1975-1998 роках село належало до Варшавського воєводства.

## Демографія
Демографічна структура станом на 31 березня 2011 року:
|          | Загалом | Допрацездатний вік | Працездатний вік | Постпрацездатний вік |
| -------- | ------- | ------------------ | ---------------- | -------------------- |
| Чоловіки | 48      | 6                  | 34               | 8                    |
| Жінки    | 41      | 3                  | 24               | 14                   |
| Разом    | 89      | 9                  | 58               | 22                   |